# 石踊宏
石踊宏（日语：／ Ishiodori Hiroshi），日本男性動畫演出家、動畫導演。Group ZEN代表。

## 來歷
石踊宏原本是一名動畫師，後來轉向演出家，並成立作畫工作室Group ZEN。此後，他主要編導和導演STUDIO COMET和Studio Gazelle的作品。他經常與同屬於Group ZEN的野田康行合作。
代表作有《機甲發明小子》系列、《人造昆蟲KABUTOBORG V×V》等。

## 參加作品

### 電視動畫
1980年
- 原子小金剛 (1980年版)（—1981年，原畫、動畫）

1983年
- 騎士愛我（日语：愛してナイト）（—1984年，演出助手、原畫）

1984年
- 新好小子（日语：あした天気になあれ (漫画)）（—1985年，分鏡、演出）

1986年
- 宇宙船人馬座（日语：宇宙船サジタリウス）（—1987年，原畫）
- Bug甜心（日语：Bugってハニー）（—1987年，演出）

1988年
- 貓咪也瘋狂（—1989年，演出）

1989年
- 獸神萊卡（—1990年，故事分鏡、演出）
- 青色杜馬（日语：青いブリンク）（—1990年，原畫）
- GO！摔角軍團（日语：GO!レスラー軍団）（分鏡、演出）
- 摔角軍團〈銀河篇〉聖戰士羅賓Jr.（日语：レスラー軍団〈銀河編〉 聖戦士ロビンJr.）（—1990年，分鏡、演出）
- 勇者鬥惡龍（—1991年，分鏡、演出）

1990年
- 勇者凱撒（—1991年，演出）

1991年
- 太陽勇者火鳥（—1992年，故事分鏡、演出）
- 校園七大不可思議神秘事件（日语：ハイスクールミステリー学園七不思議）（—1992年，分鏡、演出）

1992年
- 幻影真帆（日语：まぼちゃん旅行記）（導演、分鏡、演出）
- 小巫仙（—1993年，分鏡、演出）
- 小小男子漢（—1994年，分鏡、演出）

1993年
- 勇者特急隊（—1994年，分鏡、演出）
- 秀逗泰山阿達♡（—1994年，分鏡、演出）

1994年
- 足球王（日语：ゴールFH）（演出）
- 紅色機器戰警（—1995年，分鏡、演出）
- 侍魂 ～破天降魔之章～（導演、分鏡）
- 足球小將翼J（—1995年，分鏡、演出）

1995年
- 神秘的世界（—1996年，OP2分鏡&演出）
- VR快打（—1996年，演出）

1996年
- 企鵝掌門人（日语：バケツでごはん）（分鏡、演出）
- 水色時代（—1997年，分鏡、演出）
- 超者萊汀（日语：超者ライディーン）（—1997年，分鏡）
- 酷妹當家（—1997年，分鏡、演出）

1997年
- 呱呱響叮噹（日语：ケロケロちゃいむ）（分鏡、演出）

1998年
- 夢幻拉拉（分鏡）
- Night Walker -深夜徘徊者-（日语：Night Walker -真夜中の探偵-）（演出）
- 機甲發明小子（—1999年，導演、分鏡、演出）

1999年
- 超級機甲發明小子（日语：超発明BOYカニパン）（導演、分鏡、演出）
- Blue Gender（—2000年，分鏡、演出）
- 仙魔大戰2000（日语：ビックリマン2000）（—2001年，分鏡、演出）

2001年
- Geneshaft（日语：ジーンシャフト）（分鏡、演出）
- 戰鬥陀螺（分鏡）
- 戀愛占卜師（—2002年，分鏡、演出）
- 七虹香電擊作戰（演出）
- 人造人009 THE CYBORG SOLDIER（—2002年，演出）

2002年
- 天地無用！GXP（演出）
- 哨聲響起（—2003年，分鏡、演出）
- Heat Guy-J（日语：ヒートガイジェイ）（分鏡）
- 禁獵魔女（演出）
- 朝霧的巫女（分鏡、演出）
- 真·女神轉生D 惡魔之子 光之書與闇之書（—2003年，分鏡、演出）

2003年
- 空中大師（日语：エアマスター）（演出）
- 原子小金剛 (2003年版)（—2004年，演出）
- 初音島（分鏡、演出）
- 星星公主（分鏡、演出）
- 惑星奇航（演出）
- 神秘智慧石（分鏡、演出）
- 聖槍修女（—2004年，分鏡、演出）

2004年
- 棉花糖樂園（—2005年，分鏡、演出）
- 馳風競艇王（日语：モンキーターン (漫画)）（分鏡、演出）
- 馳風競艇王V（日语：モンキーターン (漫画)）（演出）
- 愛你寶貝★★（分鏡、演出）
- 校園迷糊大王（—2005年，分鏡、演出）
- 烘焙王（—2006年，演出）

2005年
- 蜜桃女孩（導演、分鏡、演出）
- 極限女孩（分鏡、演出）
- 涼風（分鏡、演出）
- 嬉皮笑園Dash！（演出）
- 極速方程式（—2006年，分鏡）
- 格鬥美神 武龍（日语：格闘美神 武龍）（ED1分鏡&演出）

2006年
- Canvas2 ～彩虹色的圖畫～（分鏡、演出）
- 妖怪人間貝姆 (2006年版)（分鏡、演出）
- 砂沙美☆魔法少女俱樂部（分鏡、演出）
- 內閣權力犯罪強制取締官 財前丈太郎（日语：内閣権力犯罪強制取締官 財前丈太郎）（分鏡）
- 砂沙美☆魔法少女俱樂部 Season 2（分鏡、演出）
- 人造昆蟲KABUTOBORG V×V（—2007年，導演、分鏡、演出）

2008年
- 神槍少女 -IL TEATRINO-（總導演、分鏡）
- 小雙俠 (2008年版)（—2009年，分鏡）
- 我愛美樂蒂IV（日语：おねがい♪マイメロディ きららっ★）（—2009年，分鏡）
- 艾莉森與莉莉亞（演出）
- 伯爵與妖精（分鏡）
- 骷髏13 (2008年版)（—2009年，分鏡、演出）
- CHAOS;HEAD（演出）

2009年
- 寶石寵物（分鏡、演出）
- NEEDLESS（演出）
- FAIRY TAIL魔導少年（ED1演出）

2010年
- 閃電十一人（演出）
- 寶石寵物 Twinkle☆（分鏡、演出）

2011年
- 寶石寵物 Sunshine（分鏡、演出）
- 咚隆隆炎魔君 熊～熊燃燒（分鏡、演出）
- 星光少女 極光之夢（分鏡）

2012年
- 寶石寵物 Kira☆Deco！（分鏡、演出）

2014年
- 未來卡片 戰鬥夥伴（分鏡）
- Lady 寶石寵物（分鏡、演出）
- 天雷爭霸：復仇者聯盟（—2015年，演出）

2015年
- 魔術快斗1412（演出）
- 境界之輪迴（分鏡、演出）
- 出包王女DARKNESS 2nd（分鏡）
- 全部成為F THE PERFECT INSIDER（演出）

2016年
- 金田一少年之事件簿R（分鏡）
- 我太受歡迎了，該怎麼辦？（導演[1]、分鏡、演出、OP分鏡&演出、ED分鏡&演出）

2017年
- 境界之輪迴 (第3系列)（導演）

2018年
- 學園奶爸（分鏡、演出）
- 逆轉裁判 ～對這個「真相」，有異議！～（分鏡）
- 學園BASARA（演出）
- KIRA KIRA HAPPY★ 打開吧！見習神仙精靈（分鏡）

2019年
- 決鬥大師!!（—2020年，導演、分鏡、演出）

2020年
- 決鬥大師King（—2021年，導演、分鏡、演出）

2021年
- 決鬥大師King！（—2022年，導演、分鏡、演出）

2022年
- 決鬥大師King MAX（總導演、分鏡）

2023年
- 黃金神威（分鏡）

2024年
- 身為魔王的我娶了奴隸精靈為妻，該如何表白我的愛？（導演、分鏡、演出）

2025年
- 出入禁止的鼴鼠（導演）

### 電影動畫
2010年
- 昆蟲物語 孤兒哈奇 ～勇氣的旋律～（演出）

### OVA
1991年
- 泡泡糖衝擊！（導演、故事分鏡）

1992年
- 創龍傳（分鏡）

1994年
- 搞怪拍檔FLASH（故事分鏡）

1995年
- 搞怪拍檔FLASH2（分鏡、演出）
- 搞怪拍檔FLASH3（—1996年，分鏡、演出）

2003年
- 夫妻成長日記 2nd SEASON（導演、演出）

2012年
- 史上最強弟子兼一 闇黑襲擊（—2014年，導演[2]、分鏡、演出）

### 遊戲
1998年
- 貓犬協奏曲（分鏡、演出）

2000年
- 名偵探柯南 3人的名推理（分鏡）

2005
- THE RUMBLE FISH（日语：ザ・ランブルフィッシュ）（導演）

## 相關項目
- 日本動畫師列表（日语：アニメ関係者一覧）
- Group ZEN
- STUDIO COMET
- Studio Gazelle